# Дом-квартира директора Мужской гимназии
Дом-квартира директора Мужской гимназии — здание в Алма-Ате, входившее в комплекс гимназических сооружений города Верного.

## История
Здание для директора Верненской мужской гимназии было построено в 1904 году по проекту архитектора А. П. Зенкова. По другим данным автором сооружения может являться Поль Гурдэ. В тот период казённая дом — квартира входила в комплекс зданий гимназического городка, что и дало историческое название улице Толе би (Гимназическая).
В советское время в здании проживал видный учёный, заместитель председателя Казахского отделения АН СССР — Асфендияров Санжар Джагпарович. В 1938 году он был репрессирован, о чём на стене дома имеется мемориальная доска.
После обретения Казахстаном независимости здание было передано Турецкой Республике для размещения в нём посольства. После переноса столицы в Астану здание стало Генеральным консульством Турции.

## Архитектура
Здание представляет собой прямоугольный в плане, одноэтажный объём на высоком кирпичном цоколе. Главный вход, акцентированный крыльцом, выстроен в торцевой части. Основной композиционный приём обработки фасадов – вертикальный ритм лопаток. Сооружение венчает резной карниз. Стены здания сложены из тянь-шанской ели. Прямоугольные окна обрамлены деревянными наличниками и сандриками. Здание представляет собой образец застройки центральной части города Верного в начале XX века.

## Статус памятника
4 апреля 1979 года было принято Решение исполнительного комитета Алма-Атинского городского Совета народных депутатов № 139 «Об утверждении списка памятников истории и культуры города Алма-Аты», в котором было указано здание дома-квартиры. Решением предусматривалось оформить охранное обязательство и разработать проекты реставрации памятников.
25 ноября 1993 года стал частью Алматинского государственного историко-архитектурного и мемориального заповедника. На территории заповедника запрещено новое строительство. Реконструкция объектов возможна исключительно с разрешения Министерства культуры Казахстана.
10 ноября 2010 года был утверждён новый Государственный список памятников истории и культуры местного значения города Алматы, одновременно с которым все предыдущие решения по этому поводу были признаны утратившими силу. В этом Постановлении был сохранён статус памятника местного значения здания дома-квартиры. Границы охранных зон были утверждены в 2014 году.